# Indicatif régional 805

Carte de l'État de Californie avec les territoires de ses indicatifs régionaux. L'indicatif régional 805 est en rouge.

L'indicatif régional 805 est l'un des multiples indicatifs téléphoniques régionaux de l'État de Californie aux États-Unis.
Cet indicatif dessert les comtés de San Luis Obispo, Santa Barbara et Ventura. Il dessert les villes de Santa Barbara, San Luis Obispo, Ventura, Oxnard, Santa Maria et Santa Paula.
La carte ci-contre indique en rouge le territoire couvert par l'indicatif 805.
L'indicatif régional 805 fait partie du Plan de numérotation nord-américain.